# Chi Chi LaRue
Chi Chi LaRue, także David Lawrence i Taylor Hudson, właśc. Lawrence David Paciotti (ur. 8 listopada 1959 w Hibbing) – amerykański reżyser, scenarzysta, producent i aktor pornograficzny, DJ, najbogatszy wśród reżyserów filmów erotycznych dla gejów i osób biseksualnych i jeden z najbogatszych w całej branży erotycznej. Jego majątek oceniany jest na kilkaset milionów dolarów. Autor filmów odznaczających się dużym poczuciem humoru i fabułą, w której seks jest zwyczajnym uzupełnieniem życia bohatera, który jest jednak wykonany w każdej możliwej scenerii, sytuacji czy okoliczności. Często pojawia się w ostatnich sekundach swoich filmów na planie zdjęciowym jako statysta.

## Życiorys
Urodził się w Hibbing w stanie Minnesota. Pracę rozpoczął w 1988 i od tamtej pory wyprodukował kilkaset filmów wideo. Przez dłuższy czas współpracował z wytwórnią Vivid Video. W heteroseksualnej ekranizacji porno na motywach powieści Aleksandra Dumasa Erotyczne przygody trzech muszkieterów (The Erotic Adventures of the Three Musketeers, 1992) wystąpił w roli króla Ludwika XIII.
Ściśle współpracuje z przemysłem produkującym prezerwatywy i bezwzględnie podkreśla w swoich filmach konieczność stosowania profilaktyki chorób przenoszonych drogą płciową. Część jego filmów przypomina w sekwencjach dialogów filmy oświatowo-uświadamiające o bezpiecznym seksie. W 2006 zerwał ostentacyjnie współpracę z wytwórnią Vivid Video za to, że ta zaczęła dopuszczać do produkcji filmów erotycznych bez stosowania prezerwatyw przez aktorów.
LaRue jest zapraszany do audycji telewizyjnych w USA i Europie Zachodniej, w których ma okazję prezentować swój punkt widzenia na współczesną erotykę. Jest głosicielem tezy o jedności i spójności natury ludzkiej, w której seks nie może być poddawany nienaturalnym zakazom, np. celibatowi czy być eliminowany czy wykluczany z życia jednostki czy życia publicznego. Twierdzi też, że seks powinien dawać radość a nie być przymusowym obowiązkiem. Dzięki głoszonym przez siebie poglądom – mimo że występuje publicznie jako parodia kobiety, zdobył wielką sympatię pań, które często są obiektami wymuszeń seksualnych. W jego filmach dla gejów regularnie grają aktorki erotyczne i nie-erotyczne, które otrzymują role tolerancyjnych matek, ciotek, sióstr, koleżanek, szefowych czy urzędniczek i które nigdy nie muszą się rozbierać. Zasada ta nie obowiązuje w filmach o tematyce biseksualnej.
Oprócz produkcji filmowej działa jako właściciel firm produkujących akcesoria erotyczne dla sex-shopów. Występuje w lokalach i kabaretach Minneapolis ze swoim programem artystycznym jako drag queen.
Wziął udział w teledysku Madonny „Deeper and Deeper” (1992) u boku Sofii Coppoli, Udo Kiera i Debi Mazar, dramacie The Fluffer (2001), a także wystąpił w biograficznym filmie dokumentalnym Sagat (2011) z François Sagatem, Christophe’em Honoré i Bruce’em LaBruce’em.
25 października 2012 znalazł się wśród gości na uroczystości 50. urodzin kanadyjskiego producenta i reżysera filmowego Davida Furnisha, męża Eltona Johna.

## Nagrody
| Rok  | Nagroda                | Kategoria                                                | Film                                                                                          |
| ---- | ---------------------- | -------------------------------------------------------- | --------------------------------------------------------------------------------------------- |
| 1990 | Gay Erotic Video Award | Najlepszy reżyser                                        | The Rise (1990)                                                                               |
| 1990 | Gay Erotic Video Award | Najlepszy wykonawca nie biorący udziału w scenach seksu  | More of a Man (1989)                                                                          |
| 1990 | Dave Award             | Najlepszy wykonawca nie biorący udziału w scenach seksu  | More of a Man (1989)                                                                          |
| 1990 | Dave Award             | Najlepsze wideo                                          | More of a Man (1989)                                                                          |
| 1991 | AVN Award              | Najlepszy wykonawca nie biorący udziału w scenach seksu  | More of a Man (1989)                                                                          |
| 1991 | AVN Award              | Najlepszy reżyser – wideo gejowskie                      | The Rise (1990)                                                                               |
| 1992 | Gay Erotic Video Award | Najlepszy reżyser                                        | Songs in the Key of Sex (1991)                                                                |
| 1993 | AVN Award              | Najlepszy reżyser – wideo gejowskie                      | Songs in the Key of Sex (1991)                                                                |
| 1993 | Gay Erotic Video Award | Najlepsze specjalne wideo                                | Chi Chi LaRue's Hardbody Video Magazine (1992)                                                |
| 1993 | Gay Erotic Video Award | Najlepsza popijawa płci                                  | Valley of the Bi Dolls (1992)                                                                 |
| 1994 | Gay Erotic Video Award | Najlepsza rola                                           | Revenge of the Bi-Dolls (1992)                                                                |
| 1995 | Gay Erotic Video Award | Najlepszy reżyser                                        | Idol Country (1994)                                                                           |
| 1999 | Grabby Award           | Wall of Fame                                             | –                                                                                             |
| 1999 | Grabby Award           | Najlepsze wszystkie sceny seksu wideo                    | Link 2 Link (1999)                                                                            |
| 1999 | Grabby Award           | Najlepszy reżyser ex æquo z Kristenem Bjornem            | –                                                                                             |
| 1999 | Grabby Award           | Najlepsze etniczne wideo                                 | Black Balled 2 (1998)                                                                         |
| 2000 | Grabby Award           | Najlepsze wideo                                          | Echoes (1999)                                                                                 |
| 2000 | Grabby Award           | Najlepszy reżyser                                        | Echoes (1999)                                                                                 |
| 2001 | GayVN Award            | Najlepszy reżyser                                        | Echoes (1999)                                                                                 |
| 2002 | GayVN Award            | Najlepszy reżyser – biseksualne wideo                    | Mile Bi Club (2001)                                                                           |
| 2003 | GayVN Award            | Najlepszy reżyser                                        | Deep South: The Big and the Easy Part 1 (2002) Deep South: The Big and the Easy Part 2 (2002) |
| 2006 | GayVN Award            | Najlepszy reżyser                                        | Wrong Side of the Tracks Part One (2005) Wrong Side of the Tracks Part Two (2005)             |
| 2006 | Grabby Award           | Najlepszy reżyser                                        | Wrong Side of the Tracks Part One (2005) Wrong Side of the Tracks Part Two (2005)             |
| 2009 | GayVN Award            | TrailBlazer                                              | –                                                                                             |
| 2010 | TLA Gay Award          | Reżyser roku                                             | –                                                                                             |
| 2011 | Cyber Socket           | Najlepsza osobowość                                      | –                                                                                             |
| 2012 | Cyber Socket           | Najlepsza osobowość                                      | –                                                                                             |
| 2013 | Hotrods Award (Londyn) | Ogólne osiągnięcie życiowe                               | –                                                                                             |
| 2013 | Hotrods Award (Londyn) | Najlepszy reżyser                                        | –                                                                                             |
| 2015 | Raven’s Eden Award     | Aleja Sław (Hall of Fame)                                | –                                                                                             |
| 2017 | Str8UpGayPorn Award    | Najlepszy powrót                                         | –                                                                                             |
| 2018 | GayVN Award            | Najlepszy reżyser filmu fabularnego                      | Earthbound: Heaven to Hell 2 (2017)                                                           |
| 2019 | GayVN Award            | Najlepszy reżyser filmu niefabularnego (z Tonym Dimarco) | Love & Lust in New Orleans (2018)                                                             |
| 2019 | AVN Award              | Najlepszy butik                                          | –                                                                                             |
| 2019 | Grabby Award           | Najlepszy reżyser całego seksu                           | Black on White (2018)                                                                         |
| 2020 | Special Stiletto Award | Evolution Wonderlounge Hall of Fame                      | –                                                                                             |
| 2021 | Fleshbot Award         | Reżyser roku                                             | –                                                                                             |
| 2022 | AVN Award              | Najlepsza sieć detaliczna — mała                         | –                                                                                             |
| 2022 | Cybersocket Award      | Cybersocket Legacy Award                                 | –                                                                                             |
| 2022 | Grabby Award           | Najlepszy reżyser całego seksu                           | Tales from the Locker Room 2 (2021)                                                           |